# Rauhenebrach
Rauhenebrach – miejscowość i gmina w Niemczech, w kraju związkowym Bawaria, w rejencji Dolna Frankonia, w regionie Main-Rhön, w powiecie Haßberge. Leży w Steigerwaldzie, około 18 km na południowy wschód od Haßfurtu, nad rzeką Rauhe Ebrach, przy drodze B22.

## Dzielnice
W skład gminy wchodzą następujące dzielnice: Fabrikschleichach, Falsbrunn, Fürnbach, Geusfeld, Karbach, Koppenwind, Obersteinbach, Prölsdorf, Schindelsee, Theinheim, Untersteinbach, Wustviel, Fabrik-Schleichacher Forst-NO, Fabrik-Schleichacher Forst-SW, Losbergsgereuth.

## Demografia
| Rok  | Liczba mieszk. |
| 1970 | 3009           |
| 1987 | 3078           |
| 2000 | 3214           |
| 2006 | 3200           |

## Polityka
Wójtem jest Oskar Ebert. Rada gminy składa się z 17 członków:
|      | CSU | SPD | Wolna Wspólnota Wyborców | Lista Wustviel | WG Koppenwind | WG Fürnbach-Schindelsee-Spielhof | Razem     |
| 2002 | 6   | 1   | 6                        | 1              | 1             | 2                                | 17 miejsc |

## Oświata
(na 1999)

W gminie znajduje się 96 miejsc przedszkolnych (w 3 placówkach) oraz szkoła podstawowa (16 nauczycieli, 223 uczniów).